# Parlamentswahl in Syrien 1994
Parlamentswahlen wurden in Syrien am 24. und 25. August 1994 abgehalten.
Das Ergebnis war ein Sieg für die regierende Baath-Partei, die 135 der 250 Sitze gewann. Die Wahlbeteiligung lag bei 61,2 %; insgesamt gaben 3.693.556 Menschen ihre Stimme ab.

## Ergebnisse
| Partei                                       | Anteil | Sitze | +/- |
| -------------------------------------------- | ------ | ----- | --- |
| Arabisch-Sozialistische Baath-Partei         | 54,0 % | 135   | +1  |
| Syrische Kommunistische Partei               | 3,2 %  | 8     | 0   |
| Arabische Sozialistische Union               | 2,8 %  | 7     | −1  |
| Sozialistische Unionisten                    | 2,8 %  | 7     | 0   |
| Arabische Sozialistische Bewegung            | 1,6 %  | 4     | −1  |
| Demokratisch-Sozialistische Unionistenpartei | 1,6 %  | 4     | 0   |
| Arabisch-Demokratische Unionistenpartei      | 0,8 %  | 2     | Neu |
| Unabhängige                                  | 33,2 % | 83    | −1  |
| Ungültige/leere Zettel                       | -      | -     | -   |
| Gesamt                                       | 100 %  | 250   | 0   |
| Quelle: Nohlen et al.                        |        |       |     |